# Isabelle Kyed
Karin Berivan Isabelle Kyed, född 5 juni 1990 i Borlänge, är en svensk skådespelare.

## Biografi
Isabelle Kyed växte upp i Dalarna, Stockholm och Laholm. Hon utbildade sig till skådespelare på Ingesunds folkhögskola 2011–2013, Wendelsbergs folkhögskola 2011–2013 och på Stockholms dramatiska högskola 2016–2019. Hon har också studerat litteraturvetenskap med dramainriktning på Södertörns högskola 2014–2015.

## Teater

### Roller
| År   | Roll                                 | Produktion                                                                                | Regi                 | Teater                   |
| ---- | ------------------------------------ | ----------------------------------------------------------------------------------------- | -------------------- | ------------------------ |
| 2019 | Mary Warren                          | Häxjakten (The Crucible) Arthur Miller                                                    | Alexander Mørk-Eidem | Kulturhuset Stadsteatern |
| 2021 | Leila Ragueneau Teaterchefen Prästen | Cyrano de Bergerac Martin Crimp                                                           | Alexander Mørk-Eidem | Kulturhuset Stadsteatern |
| 2022 | Lycka                                | Kulla-Gulla Martha Sandwall-Bergström                                                     | Maria Sid            | Kulturhuset Stadsteatern |
| 2022 | Sonja                                | Morbror Janne – Scener från livet på landet (Дядя Ваня, Djadja Vanja) Anton Tjechov       | Alexander Mørk-Eidem | Kulturhuset Stadsteatern |
| 2023 |                                      | Röde Orm Frans G. Bengtsson                                                               | Alexander Mørk-Eidem | Kulturhuset Stadsteatern |
| 2023 | Ofelia                               | Hamlet William Shakespeare                                                                | Sunil Munshi         | Kulturhuset Stadsteatern |
| 2024 |                                      | Like Lovers Do (Medusas memoarer) (Like Lovers Do (Memoiren der Medusa)) Sivan Ben Yishai | Helle Rossing        | Kulturhuset Stadsteatern |
| 2024 | Marie                                | Härlig är jorden Viktor Tjerneld                                                          | Viktor Tjerneld      | Kulturhuset Stadsteatern |
| 2025 |                                      | Studie i mänskligt beteende Lena Andersson                                                | Sissela Kyle         | Kulturhuset Stadsteatern |

## Filmografi
| År        | Titel              | Roll           | Noteringar          |
| --------- | ------------------ | -------------- | ------------------- |
| 2013      | Monica Z           | Julia          |                     |
| 2016      | I kungens skugga   | Pigan          | Tv-film             |
| 2019      | Kungen av Atlantis | Josefine       |                     |
| 2020      | Hjärterummet       | Stella         | Kortfilm            |
| 2020-2023 | Spooky's           | Reporter       | TV-serie (SVT Barn) |
| 2021      | Snöänglar          | Malin          | TV-serie            |
| 2022      | UFO Sweden         | Töna           |                     |
| 2023      | Tore               | Nadia          | TV-serie            |
| 2024      | Ronja Rövardotter  | Värdshuskvinna | Tv-serie            |